# Samantha Strong
Samantha Strong (* 9. Juni 1967 in Seattle, Washington; eigentlich Samona Susan Shields) ist eine US-amerikanische Pornodarstellerin.

## Leben
Sie war von 1986 bis 1999 in der Pornofilmbranche tätig. Zum Pornofilmen kam sie eher zufällig. Als sie Nacktfotos von sich machen ließ um ihren Ex-Freund zu ärgern, erschienen Bilder von ihr in Penthouse, wodurch der Regisseur John T. Bone auf sie aufmerksam wurde.  Da sie daran Gefallen fand, blieb sie bei dieser Tätigkeit. 1988 wurde sie mit dem AVN Award als „Best New Starlet“ ausgezeichnet und wurde später in die AVN Hall of Fame gewählt. Im Laufe ihrer Tätigkeit hatte sie eine Affäre mit dem Co-Darsteller Randy Spears.

## Filmografie (Auswahl)
Etwa 100 Filme von 1987 bis 1998:
- Deep Throat II (1987: Erster Film)
- Kascha And Friends (1988)
- The Heiress (1988)
- Samantha I Love You (1988)
- Hot summer nights (1988)
- Hawaii Vice II (1989)
- Secrets (1990)
- Dark Dreams (1992)
- Play It Again... Samantha! (1992)
- Sin City (1992)
- Hungry (1993)
- Hungry 2: Night Feast (1993)
- Samantha's Private Fantasies (1994)
- Erotika (1994)

## Auszeichnungen
- 1988 AVN Award: „Best New Starlet“
- Mitglied der AVN Hall of Fame